# Андроник Комнин (сын Иоанна II)
Андроник Комнин (греч. Ανδρόνικος Κομνηνός) (р. 1108 — ум. 1142) — второй сын византийского императора Иоанна II Комнина и его жены Ирины Венгерской.

## Биография
Андроник получил от отца титул севастократора и вместе со своим братом Алексеем был потенциальным наследником имперского престола. Но в 1142 году Алексей умер в Атталии, и Андроник с младшим братом Исааком отправились сопровождать тело в Константинополь. В пути Андроник заболел и умер.

## Семья
Андроник был женат на женщине по имени Ирина, от которой у него было несколько детей:
- Мария Комнина — сначала стала супругой Феодора Дасиота, потом — Иоанна Кантакузина[1].
- Иоанн Дука Комнин (ум. 17 сентября 1176 года), чья дочь Мария стала королевой Иерусалима[2].
- Феодора Комнина (ум. 2 января 1184 года) — жена австрийского герцога Генриха II[3].
- Евдокия Комнина. Была дважды замужем, последний супруг — Михаил Гавр. Была любовницей Андроника I Комнина[4].
- Алексей Комнин (уб. 1183) — протосеваст. Был женат на Марии Дукине. После гибели дяди (Мануила I Комнина) стал фаворитом его вдовы — Марии Антиохийской. Был регентом при её малолетнем сыне Алексее II Комнине. В апреле 1182 захвачен в плен будущим императором Андроником I Комнином и ослеплен.